# The Cavemen
The Cavemen sono un gruppo musicale italiano formatosi a Ravenna nel febbraio 2000; nati come cover band di gruppi garage rock inglesi e statunitensi, col tempo si evolvono verso un beat anni sessanta italiano, con canzoni proprie cantate in italiano.
Il gruppo originario era formato da Sebastiano Rosetti (batteria e cori), Michele Biondi (voce e chitarra), Matteo Lamargese (chitarra e voce) ed Emanuele Gianstefani (basso e cori), con quest'ultimo sostituito poi nel 2005 da Marco Luongo.
I The Cavemen hanno inciso due dischi per la Teen-Sound Records, una sezione della Misty Lane Records: Il buio tra di noi (2006) e Fiore nero (2008). Nel 2010 pubblicano in vinile 7" Vendetta per la Skipping Musez.
Dopo l'uscita di Vendetta, Matteo Lamargese lascia la band per dedicarsi ad altri progetti; dopo 6 mesi viene sostituito da Ettore Mazzoli.

## Formazione
- Sebastiano Rosetti - batteria e cori (2000 - oggi)
- Michele Biondi - voce e chitarra (2000 - oggi)
- Marco Luongo - basso e cori (2005 - oggi)
- Ettore Mazzoli - chitarra (2011 - oggi)
- Matteo Lamargese - chitarra e voce (2000 - 2010)
- Emanuele Gianstefani - basso e cori (2000 - 2005)

## Discografia
- 2006 - Il buio tra di noi
- 2008 - Fiore nero
- 2010 - Vendetta